# Джонні Нельсон
Джонні Нельсон (англ. Johnny Nelson, нар. 4 січня 1967 року, Шеффілд, Великобританія) — британський боксер-професіонал, який виступав в першій тяжкій (Cruiserweight) ваговій категорії. Чемпіон світу по версії WBO (1999 — 2006) в першій тяжкій вазі.